# Sita Jucker
Sita Jucker (* 21. April 1921 in Rheinfelden AG; † am 14. Januar 2003 in Schwerzenbach) war eine Schweizer Illustratorin, die mehrheitlich Kinder- und Jugendbücher illustrierte.

## Leben
Sita Jucker nahm Malunterricht bei Jakob Strasser, dann folgte eine Ausbildung an der Kunstgewerbeschule in Basel. Weitere Ausbildungen folgten in Genf an den Beaux Arts und in Paris an der École Paul Colin. Danach arbeitete sie zunächst als Modezeichnerin, Textilentwerferin und Schaufensterdekorateurin, ehe sie den Architekten Werner Jucker heiratete und ihr erstes Kind bekam.
Später griff sie ihre künstlerische Laufbahn wieder auf, dieses Mal als Illustratorin für Zeitungen und Zeitschriften (u. a. Brückenbauer, Der Kirchenbote und Elle). Sie steuerte Zeichnungen zu Schulbüchern bei und war an der bildlichen Gestaltung von 20 der damals populären SJW-Hefte beteiligt.
Schon bald nahm das Illustrieren von Kinder- und Jugendbüchern den grössten Teil ihrer Zeit in Anspruch. Sie zeichnete Bilder zu Autoren wie Max Bolliger und Regine Schindler, schrieb aber auch eigene Bücher wie Squaps, der Mondling (1969), Peppino (1971) und Der grosse Uk (1980).

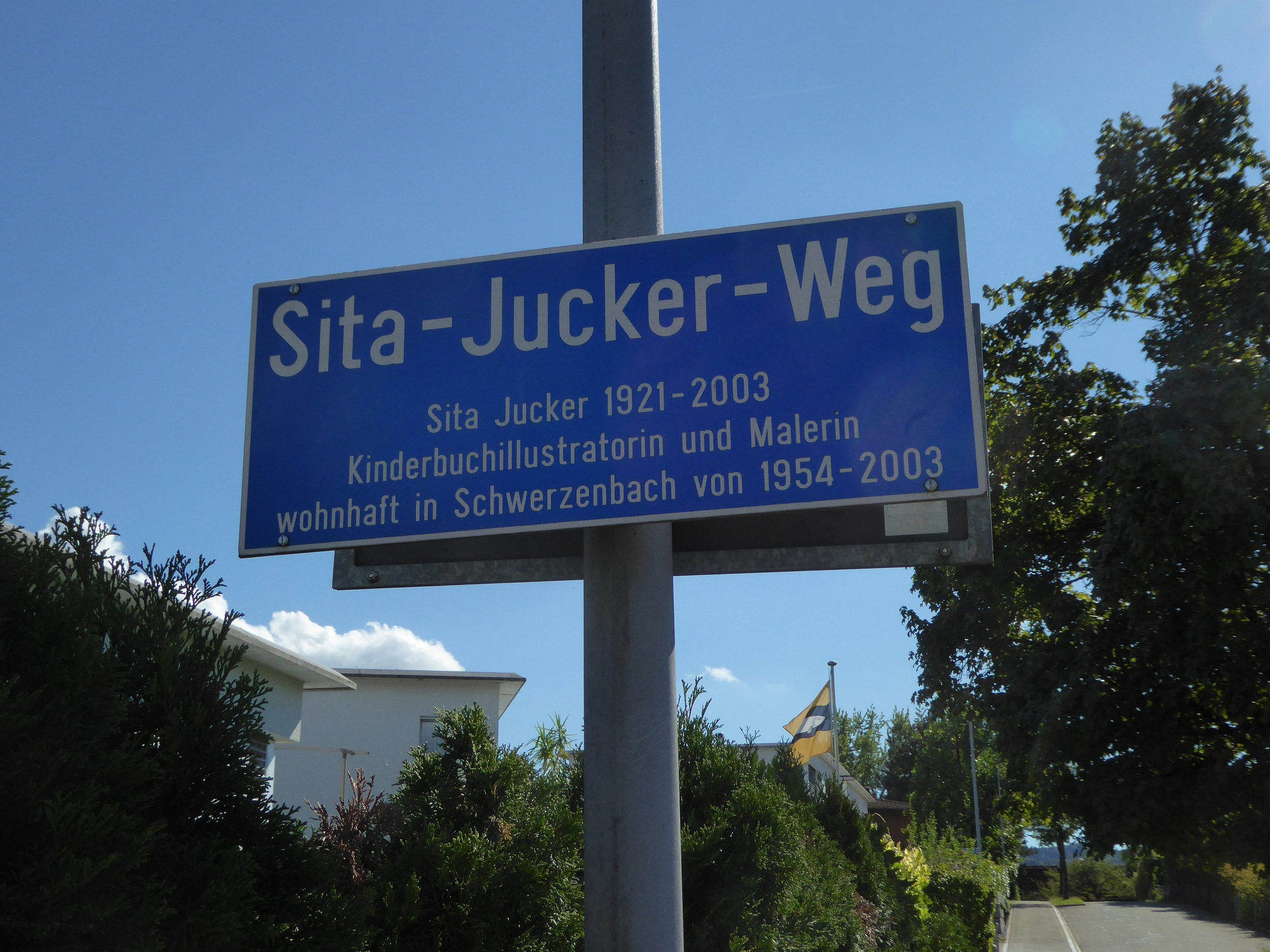
Sita-Jucker-Weg in Schwerzenbach

Für Werke anderer Autoren zeichnete sie u. a. Das andere Schaf, Fridolin und Jonathan, Herr Langfuss, Homunkuli, Kiwitan, Ompül, Die Prinzessin, die nicht schlafen konnte, Das silberne Licht, Stummel (Trilogie), Die Turnachkinder im Sommer und Das Märlitram (Die Märchenbahn), das auch im asiatischen Raum erfolgreich war.
Sie scheute sich auch nicht, heikle Themen den Kindern näher zu bringen; diese gehörten für sie zu den wichtigsten malerischen Umsetzungen. Dazu gehören Marianne denkt an ihre Grossmutter, wo ein Mädchen den Tod ihrer Grossmutter verarbeiten muss und Mia, was ist ein Trip?, wo eine drogensüchtige Jugendliche im Mittelpunkt steht.
Es folgten Ausstellungen in New York (Metropolitan Museum, Tokio, Wien und Paris (Centre Pompidou)).
Für ihr Lebenswerk wurde sie 1986 mit dem Schweizerischen Jugendbuchpreis ausgezeichnet.  Am 14. Januar 2003 schied sie in Schwerzenbach, wo sie seit 1954 gelebt hatte, freiwillig aus dem Leben; sie wollte nicht hilflos in einem Heim enden.
Zu Ehren von Sita Jucker wurde am 15. Mai 2008 in Schwerzenbach der «Sita-Jucker-Weg» eingeweiht.